# Selección de béisbol del Perú
La Selección de béisbol del Perú es el conjunto que representa al país en las principales competencias de este deporte a nivel mundial, continental y regional.

## Roster Actual
Convocatoria para los Juegos Panamericanos 2019.

## Juegos Suramericanos

### Juegos Bolivarianos
- 2013 : 5.º[2]
- 2017 : 5.º

## Palmarés

### Mayores
| Competición internacional          |  |                       |                                                    |
| ---------------------------------- |  | --------------------- | -------------------------------------------------- |
| Campeonato Sudamericano de Béisbol |  | 3 (1957, 1959 y 1970) | 8 (1961, 1963, 1966, 1968, 1971, 2012, 2015, 2016) |
| Juegos Bolivarianos                |  |                       | 1 (1947)                                           |